# Atentado de Hipercor
El atentado de Hipercor fue perpetrado por la organización terrorista ETA el 19 de junio de 1987 en la ciudad de Barcelona (España), y consistió en la colocación de un potente explosivo en un centro comercial de la empresa Hipercor ubicado en la avenida Meridiana de dicha ciudad. Fue el mayor atentado de la historia de la banda terrorista, causando la muerte de 21 personas y heridas a otras 45. ETA explicó en un comunicado posterior que había avisado previamente de la colocación de la bomba y que la policía no desalojó el local.

## Atentado
El atentado se realizó con un coche bomba cargado con 30 kg de amonal, cien litros de gasolina, escamas de jabón y pegamento hasta sumar 200 kg de carga explosiva. Los miembros del Comando "Barcelona" Josefa Ernaga, Domingo Troitiño y Rafael Caride Simón depositaron el explosivo en el maletero de un Ford Sierra robado que aparcaron en el estacionamiento del hipermercado Hipercor, situado en la popular avenida Meridiana de Barcelona. Según declararon los autores tras ser detenidos, la elección del objetivo se hizo por creer que Hipercor era una empresa de capital francés.
Según quedó probado en el juicio, Troitiño realizó tres llamadas de aviso desde una cabina telefónica, dirigidas a la Guardia Urbana de Barcelona, a la administración del propio establecimiento y al diario Avui. La información era confusa porque no explicaba que el explosivo estaba en un coche y señalaba la hora de la explosión para las 15:30 horas (dando un margen de entre cinco y quince minutos desde las llamadas), 38 minutos antes de la hora real. La búsqueda fue realizada por el personal de la empresa de seguridad que custodiaba el edificio con ayuda de la Policía y la Guardia Urbana y, al no ser encontrado ningún paquete sospechoso y sobrepasarse la hora señalada para la explosión, la dirección de Hipercor y las fuerzas policiales no consideraron necesario el desalojo del local. Un último factor fue que en aquella época, según informó La Vanguardia, se recibían una veintena de avisos falsos de bomba, siendo doce ese día. Al ser un viernes a primera hora de la tarde, el local, sin estar atestado, tenía más gente de la que era habitual a esa hora realizando sus compras.
A las 16:10 horas actuó el temporizador que activaba los explosivos, ocasionando una enorme explosión que voló por los aires la primera planta del garaje, y provocando un socavón de 5 metros de diámetro en el suelo del establecimiento por el que penetró una bola de fuego que abrasó a todas las personas que encontró a su paso. La mezcla explosiva tuvo efectos similares a los del napalm, pegándose a los cuerpos y elevando la temperatura hasta los 3.000 grados centígrados. Además, los gases tóxicos producidos, provocaron la asfixia de otras personas no afectadas por el fuego. Como consecuencia, perecieron 21 personas y otras 45 resultaron heridas de diversa consideración. La llegada inmediata de la Policía y los bomberos atenuó el alcance de la masacre, ya que de no haberse extinguido a tiempo, el incendio habría afectado a otras plantas del supermercado. Algunos de los fallecidos (la mayoría de los cuales eran mujeres y niños), quedaron completamente carbonizados.
La explosión provocó también la destrucción de unos 20 vehículos que se encontraban en el aparcamiento siniestrado, otros 25 sufrieron daños de gravedad y otros muchos fueron afectados por el humo, además se produjeron daños importantes en las instalaciones del hipermercado y de diversa consideración en algunos immuebles vecinos, sobre todo rotura de balcones y cristales. Los daños fueron valorados en unos 400 millones de pesetas (2,4 millones de euros).

## Juicios

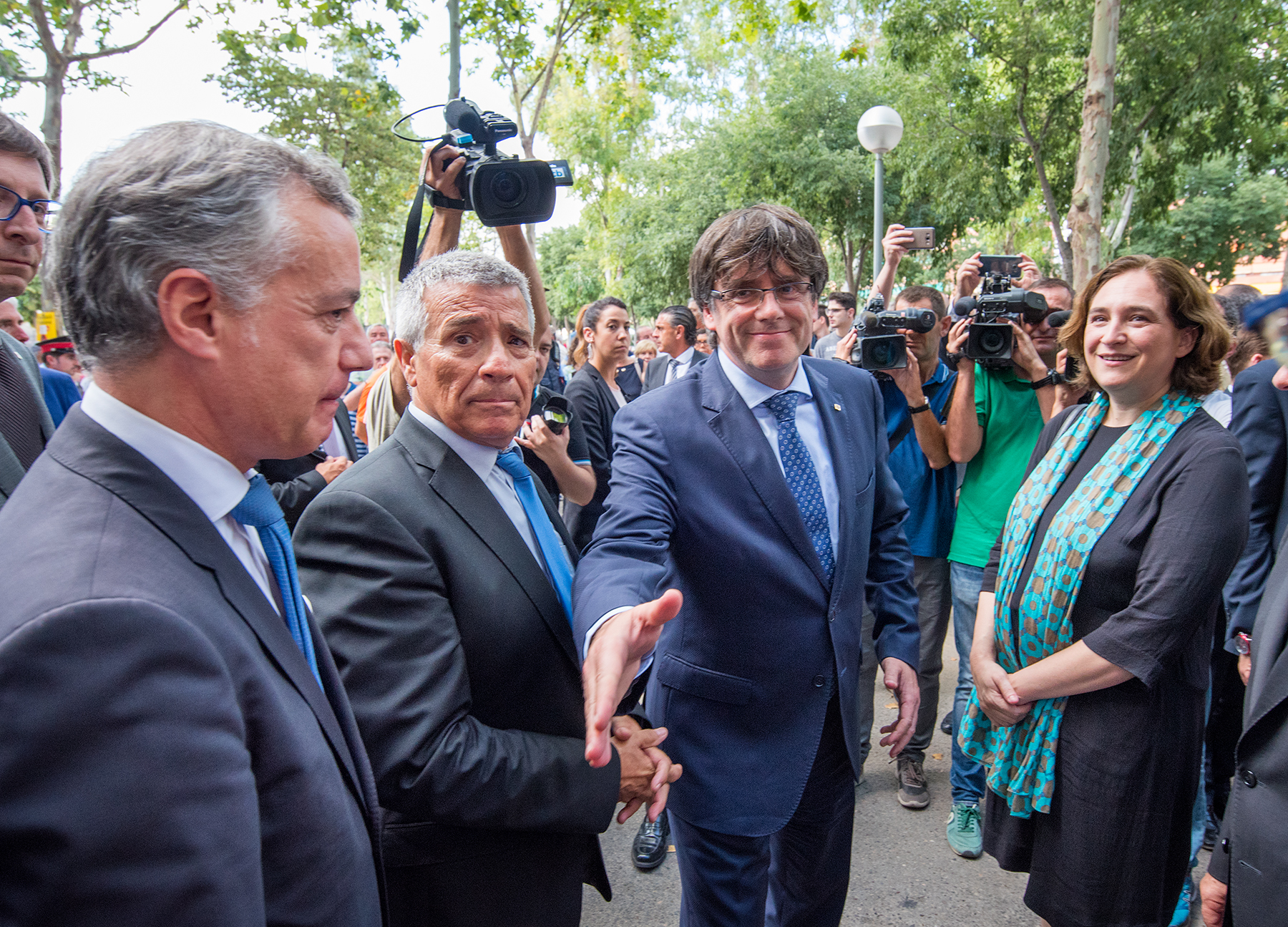
El presidente de la Generalidad de Cataluña, Carles Puigdemont, saluda al Lehendakari Iñigo Urkullu, en presencia de José Vargas Rincón, presidente de la Asociación Catalana de Víctimas del Terrorismo y Ada Colau, alcaldesa de Barcelona, durante la conmemoración del 30 aniversario del atentado.

### Condenas penales
Cuatro miembros de ETA fueron condenados por la Audiencia Nacional a penas de casi 800 años cada uno en dos juicios celebrados en 1989 y 2003. Estos fueron:
- Domingo Troitiño: 794 años de prisión como autor material de la masacre. Detenido en el año 1987 y condenado en 1989. Fue puesto en libertad en noviembre de 2013 tras la derogación de la doctrina Parot, habiendo cumplido 26 años en prisión.
- Josefa Ernaga: 794 años de prisión como autora material de la masacre. Detenida en el año 1987 y condenada en 1989. Terminó de cumplir su condena en diciembre de 2014, tras pasar 27 años y medio en prisión.
- Rafael Caride Simón: 790 años y medio de cárcel como ideólogo del atentado y participante en el mismo. Fue extraditado en el año 2000 y condenado en 2003. Terminó de cumplir su condena en agosto de 2019. Dispuso del segundo grado desde 2017.
- Santiago Arróspide Sarasola, Santi Potros: 790 años y medio de cárcel como máximo responsable de la banda terrorista. Fue extraditado en el año 2000 y condenado en 2003. Terminó de cumplir su condena en agosto de 2018, tras pasar 18 años en prisión.

### Responsabilidad civil del Estado
Años después se dictaron nuevas sentencias que fueron las primeras en la historia judicial española en reconocer la responsabilidad patrimonial parcial del Estado por negligencia en un atentado terrorista. El tribunal consideró que la Policía no actuó ni para desalojar el edificio ni para evitar que siguieran entrando personas en él.